# Casa al carrer Núria, 2 (Ribes de Freser)
La Casa al carrer Núria, 2 és una obra del municipi de Ribes de Freser (Ripollès) inclosa en l'Inventari del Patrimoni Arquitectònic de Catalunya.

## Descripció
Aquesta casa està situada al lloc de l'antic escorxador. Consta de planta baixa i tres pisos. La façana principal és totalment simètrica amb el cos d'accessos més aixecat i una terracota situada sobre la llinda d'entrada. La façana lateral dona sobre un petit mirador al riu on a nivell del primer pis es troba una galeria coberta.